# Ludwig Langer
Ludwig Ernest Frank „Ludy” Langer (ur. 22 stycznia 1893 w Los Angeles  – zm. 5 lipca 1984 tamże) – amerykański pływak, medalista Letnich Igrzysk Olimpijskich 1920 w Antwerpii.
Zdobył srebrny medal olimpijski na dystansie 400 metrów stylem dowolnym z czasem 5:29,0. Wziął udział również w wyścigu na 1500 metrów stylem dowolnym, w którym odpadł w półfinałach.